# علاقات بنغلاديش والأردن الثنائية
العلاقات البنغلاديشية الأردنية Bangladesh–Jordan relations تشير إلى العلاقات الثنائية بين دولتي بنغلاديش والأردن. كلا البلدين عضوان في حركة عدم الانحياز ومنظمة التعاون الإسلامي والأمم المتحدة.

## تاريخها
خلال الحرب الهندية الباكستانية عام 1971، شجع الرئيس نيكسون الأردن على إرسال الإمدادات العسكرية إلى باكستان. وبإذن من نيكسون، أرسل الأردن عشر طائرات من طراز إف-104 ووعد باستبدالها من الولايات المتحدة. فشلت ست طائرات أردنية في العودة.

## التعاون الزراعي
عام 2011 وقعت بنغلاديش والأردن مذكرة تفاهم بشأن التعاون الزراعي. وبموجب مذكرة التفاهم، فإن البلدين "سيتبادلان المواد العلمية والمعلومات ويتبادلان الزيارات بين العلماء والمهندسين في مجالات العلوم والتكنولوجيا الزراعية، والإرشاد على مستوى الحقل، والإنتاج الزراعي والمعالجة الزراعية". وبموجب مذكرة التفاهم، تخطط بنغلاديش والأردن لتشكيل مجموعة عمل مشتركة تتألف من خبراء من كلا البلدين لتسهيل التعاون في هذا القطاع.

## العلاقات الاقتصادية
أبدت بنغلاديش والأردن اهتمامهما بتوسيع التجارة والاستثمار. الأردن هو أحد أكبر أسواق تصدير العمالة البنجلاديشية. في عام 2011، رفع الأردن الحظر على استيراد العمالة من بنغلاديش، ولكنه سرعان ما شدد إجراءات التوظيف نتيجة لبعض حالات الاستغلال الجنسي للعاملات والإضرابات العمالية. وفي عام 2012، وقعت بنغلاديش والأردن مذكرة تفاهم بهدف مراقبة الهجرة وضمان سلامة المهاجرين وخفض تكاليف الهجرة. وفي العام نفسه، أعدت بنغلاديش والأردن مشروع اتفاقية لتعزيز التعاون التجاري. وبموجب الاتفاق، سوف تمنح الدولتان بعضهما البعض وضع "الدولة الأكثر رعاية" وتؤسسان لجنة تجارية مشتركة.

## العمالة البنغلاديشية في الأردن
اعتبارًا من عام 2011، كان هناك حوالي 30 ألف بنجلاديشي يعيشون في الأردن، ويعمل معظمهم في صناعات الخدمات.

## البعثات الدبلوماسية
تقع السفارة البنغلاديشية في عمان. والسفيرة ناهدة صبحان The تقع السفارة الأردنية في دكا.